# (60622) Pritchet
(60622) Pritchet (2000 FK8) – planetoida z pasa głównego asteroid okrążająca Słońce w ciągu 3,39 lat w średniej odległości 2,25 j.a. Odkryta 30 marca 2000 roku.